# District de Dongchuan
Le district de Dongchuan (东川区 ; pinyin : Dōngchuān Qū) est une subdivision administrative de la province du Yunnan en Chine. Il est placé sous la juridiction administrative de la ville-préfecture de Kunming.

## Démographie
La population du district était de 271 917 habitants en 2010.

## Géographie
Proche du Sichuan, Dongchuan est réputé pour sa terre rouge caractéristique, riche en minerai de cuivre.

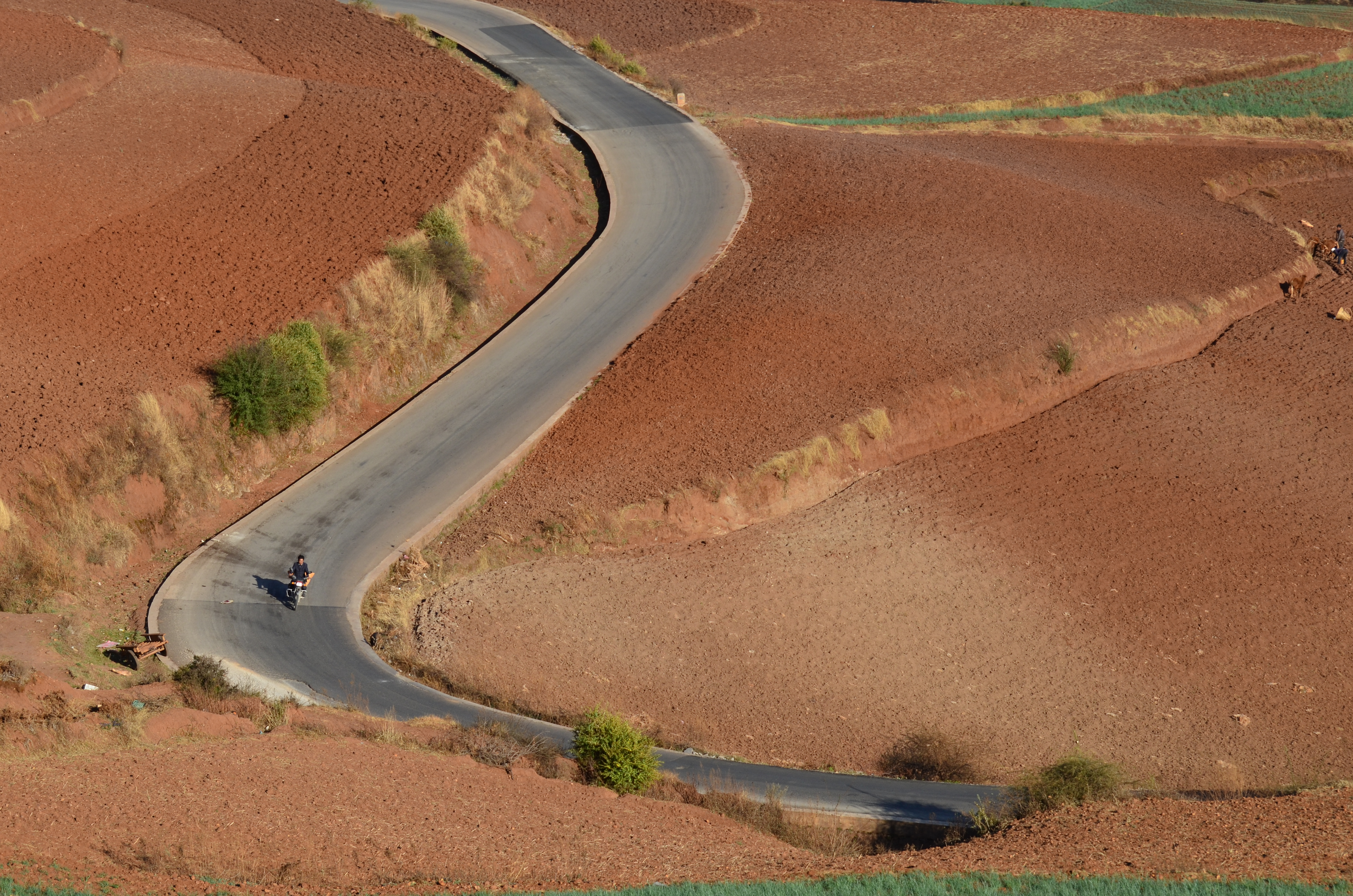
Terre rouge de Dongchuan
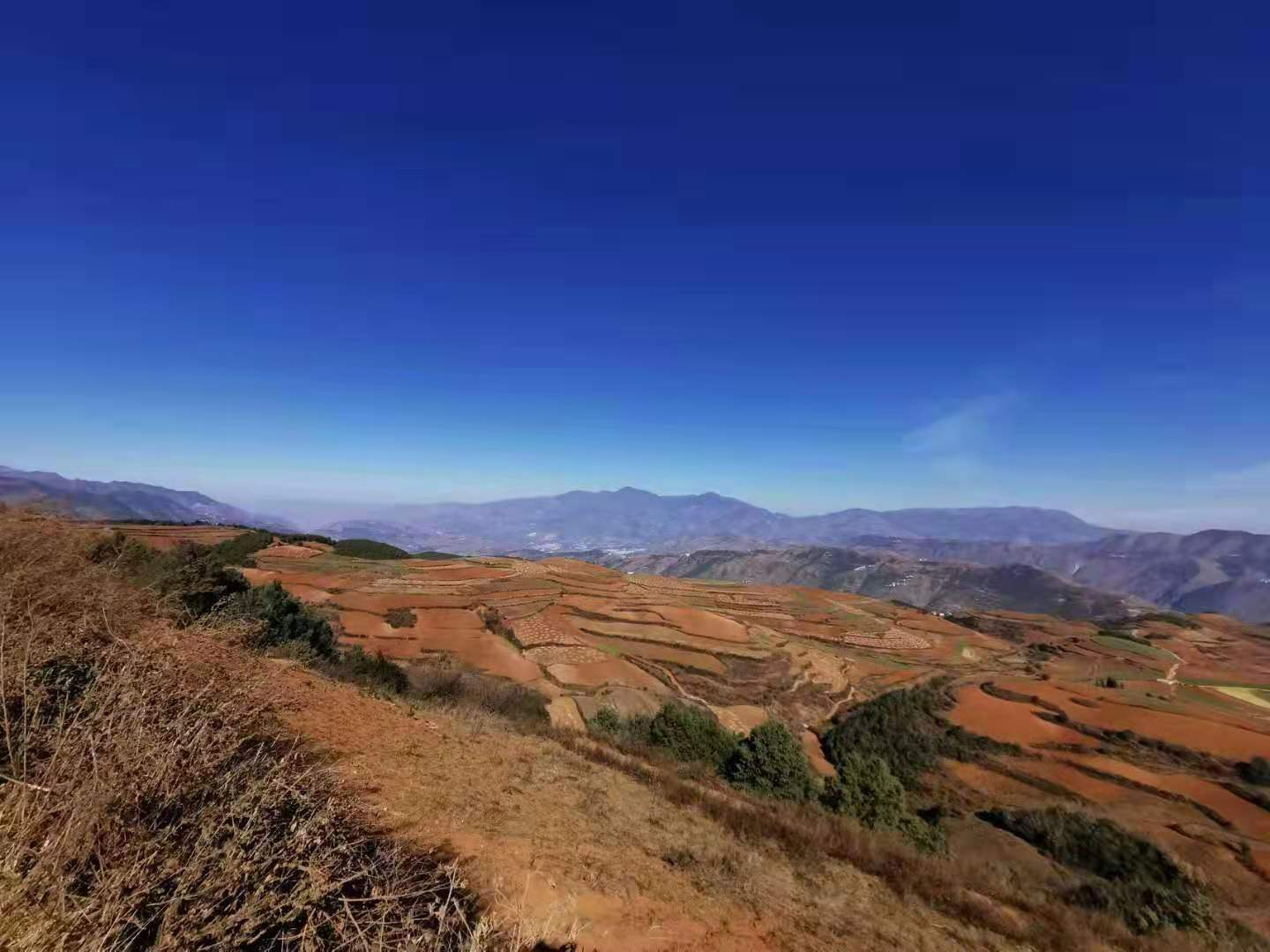
Jin Shiou Yuan
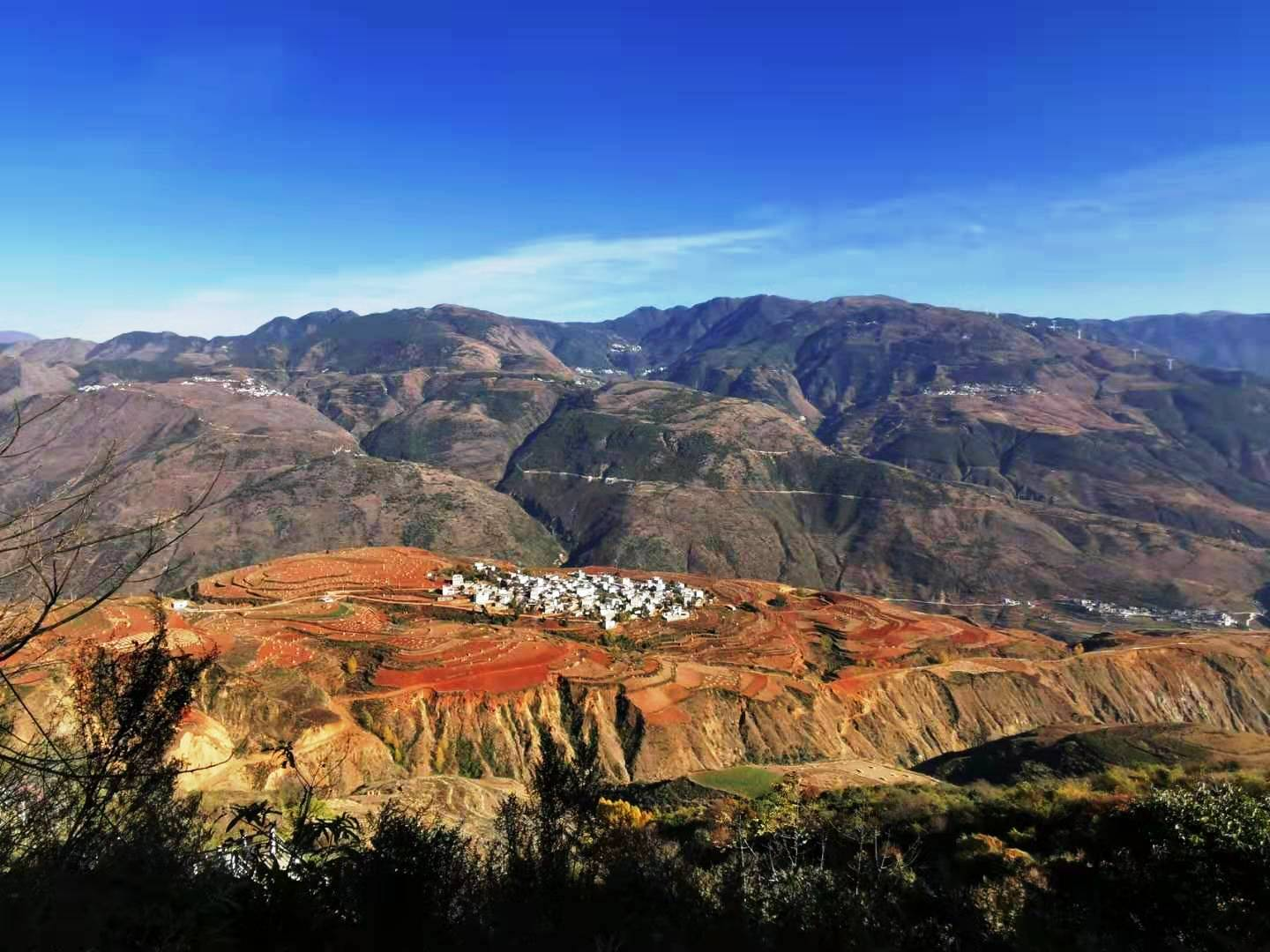
Luo Xia Gou
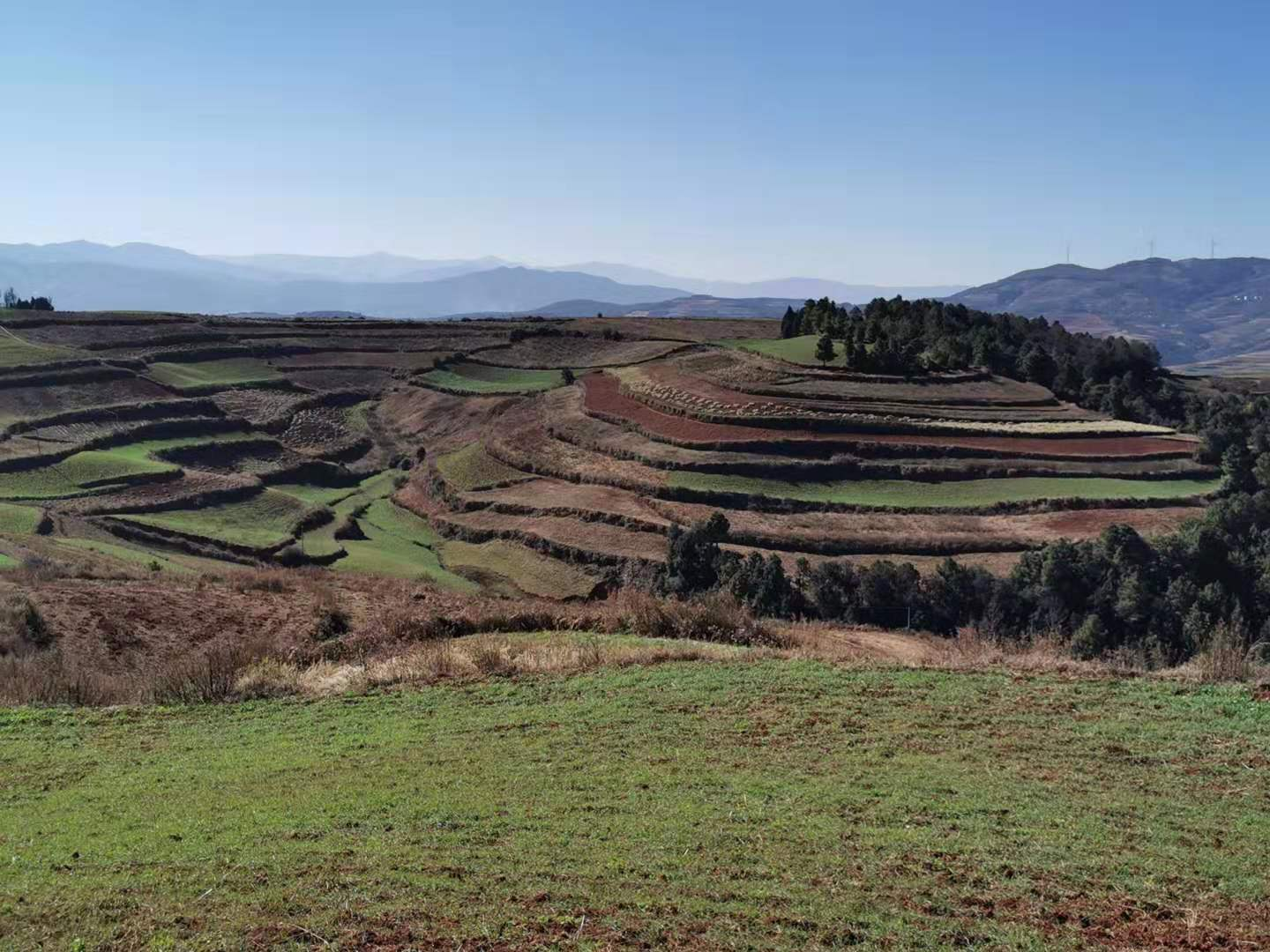
Yue Pu Au
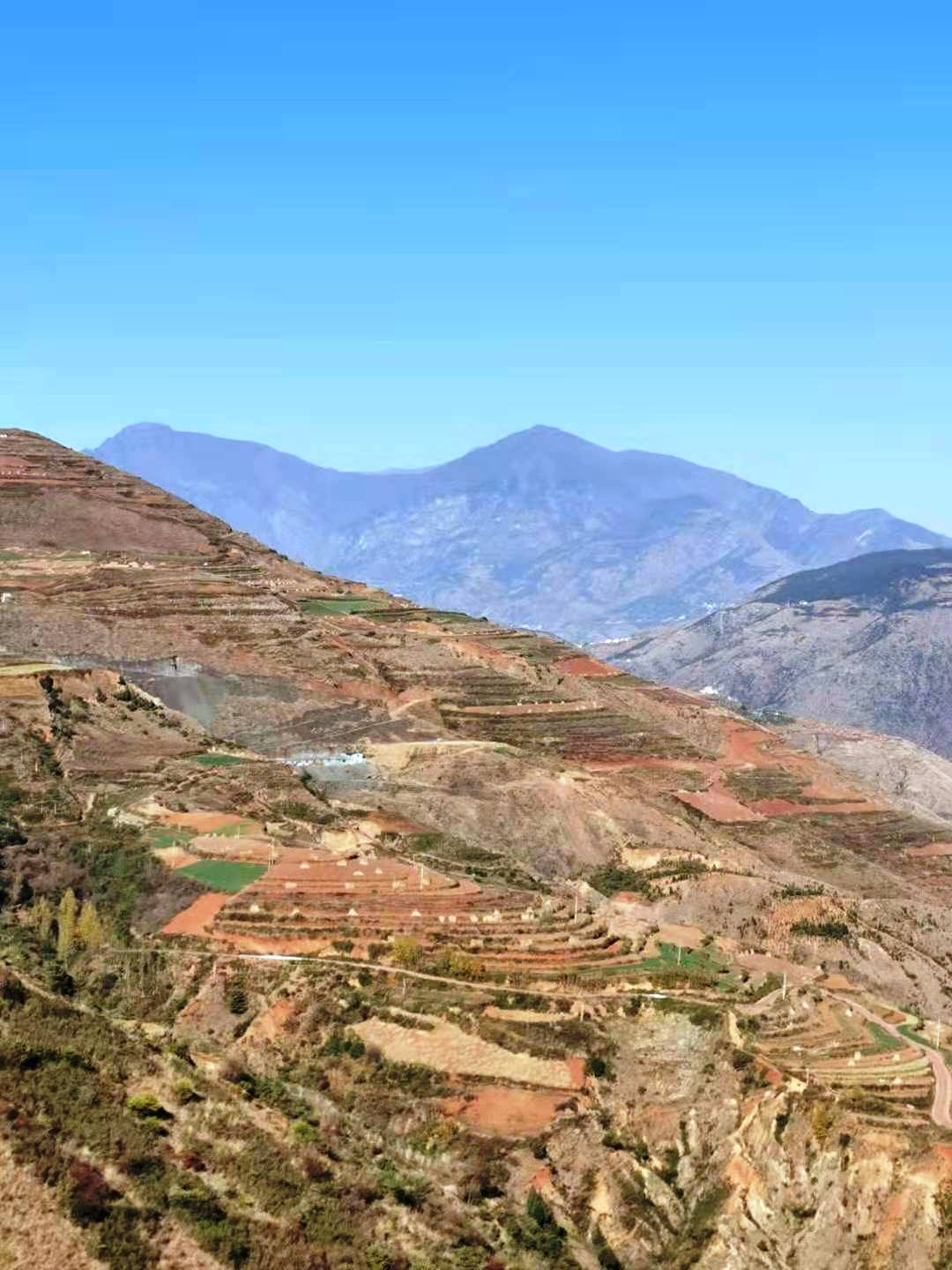
Jin Shiou Yuan